# Operació militar

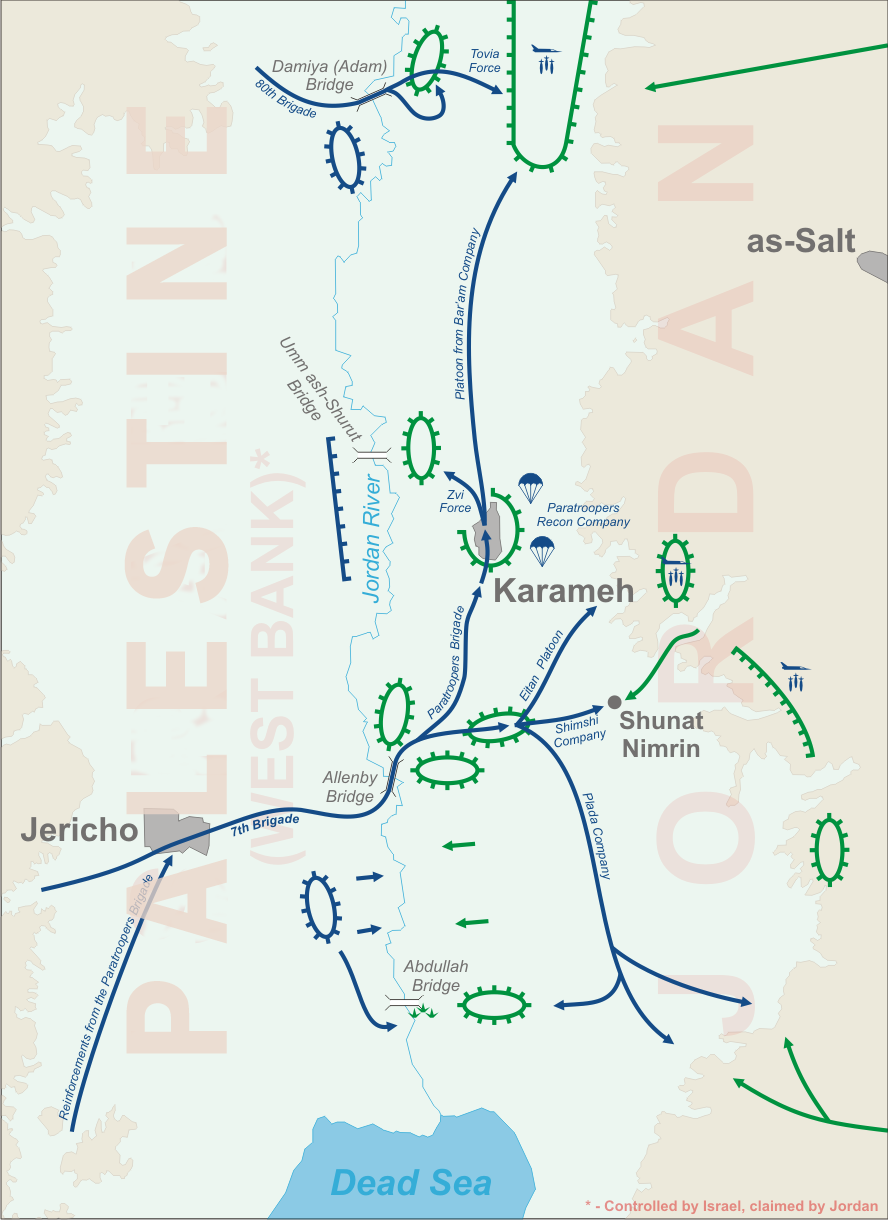
Batalla de Karameh

Les Operacions Militars consisteixen en l'aplicació dels principis polítics, de planificació, organització i administració en l'ús dels recursos i de la força militar –com per exemple en una campanya militar–, a la formació diària i activitats de les unitats per aconseguir metes o objectius específics. Això és un concepte, i no ha de confondre's amb les operacions militars com a esdeveniments. Engloba la planificació i mobilització de les forces militars, del procés de recollida d'Informació, del análisis i la seva extensió, assignant recursos i determinant els requeriments temporals.

## Característiques
Una operació militar pot implicar el desenvolupament d'una estratègia militar o d'una maniobra operacional a través de l'ús del moviment logístic de forces. En general, el terme tàctiques militars s'usa en referir-se a operacions de combat militars en missions militars que són un subconjunt de les operacions militars.
Al procés de desenvolupament de l'operació les forces poden requerir la provisió de serveis, entrenament, o funcions administratives per permetre'ls començar, continuar i acabar el combat, incloent la direcció del moviment, subministraments, atac, defensa i maniobres necessaris per aconseguir els objectius de l'operació en una batalla o campanya.
Moltes operacions militars tenen característiques de procés diferenciades que han d'assolir-se aconseguint fites per al progrés de l'operació. Una llista curta d'aquestes característiques en una operació estratègica són: 
- Concepció a través de la identificació de metes específiques o objectius.
- Informació. Recollint-la i analitzant-la per identificar la capacitat de resistència enemiga.
- Planificació de la força militar i del seu ús.
- Administració de la mobilització, equipament, entrenament i desplegament de les forces.
- Començament de l'operació, i consecució dels objectius de les missions tàctiques inicials.
- Derrota de les forces enemigues majors en la seva profunditat operacional.
- Finalitzar l'operació si les metes estratègiques han estat aconseguides o no.

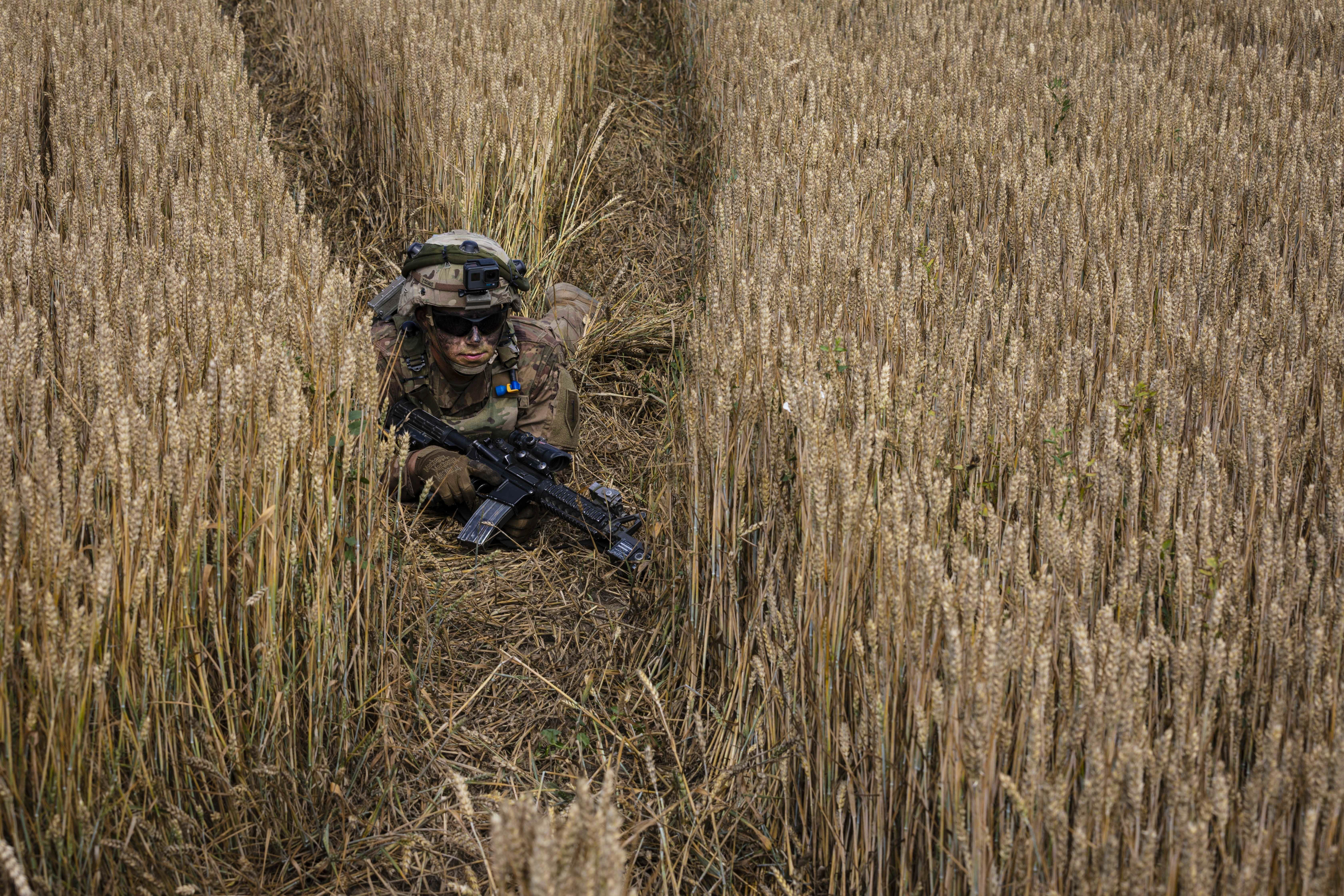
Militar durant un entrenament

## Tipus d'operacions militars

### Operació militar aèria
L'operació militar aèria és una forma d'operació de combat conduïda per les forces aèries per guanyar la iniciativa a l'aire i donar suport a les operacions de combat de les forces terrestres i navals. Les formacions operatives i tàctiques de les forces aèries solen actuar conjuntament amb formacions militars d'altres branques de les forces armades en un període determinat d'acord amb una idea i un pla unificats per assolir un objectiu estratègic o operatiu. L'operació aèria també inclou el combat aeri, és a dir, les accions de combat d'aeronaus individuals o grups d'aeronaus consistents en maniobres de vol per emprar l'armament de les aeronaus per enfrontar-se a mitjans aeris enemics.

### Operació de defensa aèria
Per operació de defensa aèria s'entén el conjunt de combats, enfrontaments i atacs aeris i de defensa antiaèria, coordinats i interrelacionats quant a objectius, tasques, lloc i temps, duts a terme segons una idea uniforme i conforme a un pla uniforme en un temps determinat.
L'objectiu és frustrar l'operació aèria de l'enemic destruint les forces aèries enemigues essencials a l'aire i als camps d'aterratge, així com no permetre atacs a la pròpia agrupació de tropes (forces) i objectes del país dins dels límits operacionals establerts.

### Operació militar naval
L'operació naval és una forma d'acció operativa de combat duta a terme per formacions operatives i tàctiques de les forces navals independentment o en conjunció amb formacions militars d'altres branques de les forces armades durant un període determinat segons una idea i un pla unificats per assolir un objectiu estratègic o operatiu. Segons el seu caràcter, les operacions navals es divideixen en les de caràcter ofensiu i les de caràcter defensiu.

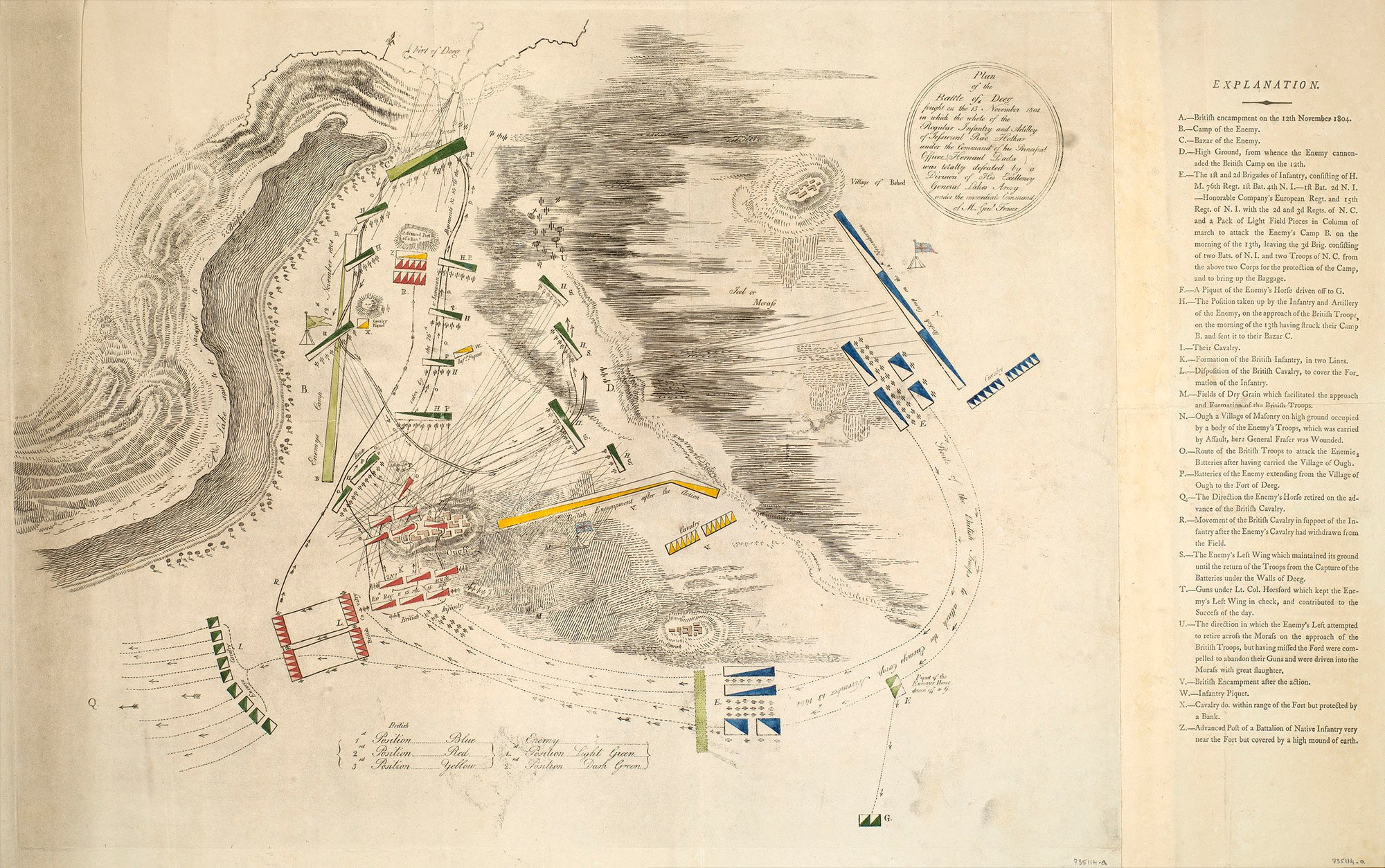
Operació militar de la Batalla de Deeg

## Operacions Militars com Esdeveniments Militars
A les Operacions militars se les coneixen normalment mitjançant un nom en codi, amb el propòsit de reforçar la seguretat. Les operacions militars són sovint més conegudes per l'ús de noms d'ús comú en general acceptats, més que pels seus objectius operacionals reals.
Paral·lel a i reflectint aquest marc d'operacions estan elements organitzats dintre de les forces armades que es preparen per a i dirigeixen operacions a diversos nivells de guerra. Mentre que hi ha una correlació general entre la mida de les unitats, l'àrea on operen, i l'abast de la missió que realitzen, la correlació no és absoluta. De fet, al final és la missió que una unitat realitza el que determina el nivell de guerra en què opera.
Les operacions militars poden classificar-se mitjançant l'escala i l'abast de la força emprada, i pel seu impacte en un conflicte més ampli. L'abast de les operacions militars pot ser: 
- Teatre: això descriu una operació en una àrea d'operació major, sovint a nivell continental, i representa un esforç estratègic nacional al conflicte, tal com va ser l'Operació Barbarroja, amb objectius generals que engloben àrees de consideració més enllà de l'militar, com són objectius d'impacte econòmic i polític.
- Campanya: això descriu una de dos, o a una part del teatre d'operacions, o un esforç estratègic operacional més limitat geogràficament, tal com va ser la batalla d'Anglaterra, i no necessita representar un esforç nacional total a un conflicte, o tenir objectius més enllà dels que són sols militars.
- Operació: això descriu una part d'una campanya que tindrà objectius militars específics i objectius geogràfics, així com un ús definit i clar de les forces a emprar, tal com va ser la batalla de Gal·lípoli (1915), que de manera operacional va ser una operació d'armes combinades originàriament coneguda com a «Desembarcaments dels Dardanels», i que va ser part de la Campanya dels Dardanels, on van prendre part uns 480.000 soldats aliats.
- Batalla: això descriu a un esdeveniment de combat tàctic en què es combat per una àrea o objectiu específic mitjançant accions que realitzen les diferents unitats. Per exemple la batalla de Kursk també coneguda per la seva denominació alemanya, com «Operació Ciutadella», en què hi va haver moltes batalles separades, una de les quals va ser la batalla de Prokhorovka. La «Batalla de Kursk», a més a més de descriure l'operació ofensiva alemanya inicial –o simplement una ofensiva– també va incloure dues operacions contraofensives soviètiques, l'Operació Kutuzov i la Quarta Batalla de Jarkov.

## Nivell Operacional de la guerra
El nivell operacional de la guerra ocupa a grans trets un terreny a mig camí entre l'enfocament estratègic de la campanya i les tàctiques d'una batalla. Descriu un «nivell intermedi i diferent de la guerra entre l'estratègia militar, que considera la guerra en general, i les tàctiques, que engloben les batalles individuals.» Per exemple, durant la Segona Guerra Mundial el concepte es va aplicar a l'ús dels Exèrcits de tancs soviètics.